# Георг Брандес
Георг Морис Коен Брандес (на датски: Georg Morris Cohen Brandes, р. 4 февруари 1842 г., Копенхаген, Дания – п. 19 февруари 1927, Копенхаген, Дания) е датски литературовед, публицист, теоретик на натурализма.

## Биография
Георг Брандес е роден в богато еврейско семейство. 17-годишен постъпва в университета на родния си град, за да следва право. След това се прехвърля към философията и естетиката. Силно влияние му оказват съчиненията на Спиноза, Хегел, Фойербах и Киркегор. 
Двадесет и двегодишен завършва образованието си като магистър по естетика и започва активно да пише театрални и литературни рецензии, които са събрани в книгите му „Естетически етюди“ (1868) и „Рецензии и портрети“ (1870). В този период от живота си често пътува из Европа, посещава Лондон, Париж, Рим, запознава се с видни интелектуалци като Иполит Тен и Джон Стюарт Мил. Силно повлиян от френската естетика и критика той ѝ посвещава докторската си дисертация, която е на тема „Френската естетика в наши дни“ (1870). Веднага след това се заражда и замисълът на най-голямото съчинение на Брандес – „Главните течения в европейската литература на XIX век“, в чиято основа са лекциите, които започва да чете в Копенхагенския университет през 1871 г. 
През втората половина на 80-те години на XIX век пътува из Източна Европа, където събира впечатления за славянските литератури, които по-късно издава в специални книги за Полша (1886) и Русия (1887). В този период той попада под влияние на Ницше и Карлайл, което поражда интереса му към силните личности в историята и го вдъхновява да напише редица монографии за велики личности. Най-популярни сред тях са творбите му за Шекспир, Гьоте и Юлий Цезар. 
В навечерието и по време на Първата световна война Брандес се присъединява към групата „Кларте“ на Анри Барбюс и Ромен Ролан. След края на войната пише произведения, в които се обявява против декадентството и мистицизма в следвоенна Европа. 

## Творчество, идеи, влияние и памет
Брандес става име в датската литература през 60-те години на XIX век. Влиянието му върху развитието на скандинавската литература е сравнимо с онова на Висарион Белински върху руската.
Брандес се противопоставя на естетизма в литературата и на теорията „изкуство заради самото изкуство“. В литературата той вижда орган за изразяването на „великите мисли за свободата и прогреса на човечеството“.
Сред съмишлениците му е и норвежкият драматург Хенрик Ибсен.
Днес на Георг Брандес е наречен един от площадите на датската столица.

## Трудове
- „Главните течения в европейската литература на XIX век“ (т. 1 – 6, 1872 – 90)
- „Сьорен Киркегор“ (1877)
- „Бенджамин Дизраели“ (1878)
- „Лудвиг Холберг“ (1884)
- „Впечатления от Полша“ (1888)
- „Впечатления от Русия“ (1888)
- „Уилям Шекспир“ (т. 1 – 3, 1895 – 96)
- „Волфганг Гьоте“ (т. 1 – 2, 1914 – 15)

и др.